# Rimmel (album)
Rimmel è il quarto album in studio del cantautore italiano Francesco De Gregori, pubblicato nel 1975 dalla RCA Italiana.

## Descrizione
Il disco è registrato e missato da Ubaldo Consoli presso gli studi RCA di Roma. Il titolo, tratto dalla canzone omonima, fa riferimento al cosmetico impiegato nel maquillage degli occhi: 

Nell'album tutte le chitarre acustiche sono suonate da Renzo Zenobi; così racconta De Gregori la collaborazione con il cantautore: 
Gli altri strumenti presenti nel disco sono suonati dai Cyan.
Nella prima edizione del disco è presente all'interno un poster con due foto d'epoca del cantautore, mai più inserito nelle ristampe successive; l'autore di entrambe le fotografie è Giorgio Lo Cascio, amico di De Gregori ed anch'egli cantautore.
Il disco rimase in classifica per 60 settimane, arrivando fino al secondo posto, e vendette più di 400 000 copie; alla fine del 1975 risultò essere l'album più venduto dell'anno.
L'album è presente nella classifica dei 100 dischi italiani più belli di sempre secondo Rolling Stone Italia alla posizione numero 20.

## Accoglienza
Non appena pubblicato l'album, dalle colonne di Muzak, Giaime Pintor arriva la stroncatura «De Gregori non è Nobel, è Rimmel», il cantautore veniva attaccato in particolare per i suoi testi: 
A Pintor replicò Luigi Manconi, con lo pseudonimo di Simone Dessì, prendendo le difese del disco e conferendo autorità di norma a un modo nuovo di usare la parola in musica nel trasformare la poetica della canzone romantica. 
De Gregori fa uso della parola a suo modo e propone nuovi linguaggi. Ama il piacere del verso che sfugge, che si posa in uno spazio riparato da un’interpretazione troppo rigida e aggressiva. Questa innovazione contribuisce alla nascita di una nuova sensibilità nella canzone italiana.

## Brani

### Rimmel
Rimmel è una canzone d'amore nata dalla fine di una storia di De Gregori con una ragazza, la stessa a cui l'anno precedente aveva dedicato il brano Bene.

### Pezzi di vetro
Canzone d'amore in cui De Gregori canta accompagnato dal solo Zenobi; la metafora del testo verrà ripresa anni dopo nella canzone Povero me, inclusa nell'album Canzoni d'amore (nei versi cammino da sempre sopra i pezzi di vetro/e non ho mai capito come).

### Il signor Hood
La canzone è dedicata a Marco Pannella (infatti sul retrocopertina del disco c'è un sottotitolo fra parentesi: "a M., con autonomia"), come ha spiegato lo stesso cantautore:
Tuttavia il cantautore ha spiegato anche che il Signor Hood si riferisce a tutte le vere «voci discordanti», ai «personaggi rompicoglioni».

### Pablo
Si tratta dell'unica canzone dell'album in cui De Gregori compone la musica insieme a Lucio Dalla.
Il testo, come ha spiegato lo stesso De Gregori, racconta la vicenda della morte di un lavoratore spagnolo emigrato in Svizzera.

### Buonanotte fiorellino
Buonanotte fiorellino è uno dei brani più celebri del disco.
Lo stesso De Gregori ha dichiarato di essersi ispirato ad un brano di Bob Dylan (Winterlude, dal disco New Morning) per scrivere Buonanotte fiorellino.
Vi è una diffusa leggenda metropolitana che vuole la canzone dedicata ad una compagna di De Gregori morta in un incidente, ma il cantautore ha smentito.

La canzone venne aspramente criticata all'epoca nell'articolo di Giaime Pintor intitolato De Gregori non è nobel, è rimmel e pubblicato su Muzak, in cui il giornalista si esprimeva sul brano in questi termini: 
(Giaime Pintor, De Gregori non è nobel, è rimmel, pubblicato su Muzak, 1975)

#### Cover
Nel 1980 Miguel Bosé ne incide in Spagna una propria versione nell'album Miguel; in Italia il brano arriverà due anni dopo (1982) all'interno dell'album Bravi ragazzi.
Nel 1986 Gianni Morandi eseguirà una cover della canzone nel disco dal vivo Morandi in teatro, eseguendone però solo due strofe: De Gregori, ritenendo non rispettato il suo lavoro artistico, cita il cantante in tribunale, vincendo la relativa causa. Anni dopo, quando i rapporti tra i due saranno ricomposti, De Gregori si esprimerà sulla vicenda giudicando assurdo il proprio comportamento.
Un'altra cover di Buonanotte fiorellino è stata realizzata nel 1985 dai Ricchi e Poveri, nell'album Dimmi quando realizzato dal trio in quell'anno. Nel 1987 I Tukano propongono una loro versione in duetto, all'interno dell'album Cantando l'amore ed infine nel 2003 la canzone è stata incisa dagli Inti Illimani, nell'album Viva Italia.
Il gruppo cileno degli Inti Illimani, con Max Berrú (Ex-Inti Illimani), ha realizzato una cover per il disco Pequeño Mundo del 2006.

### Le storie di ieri

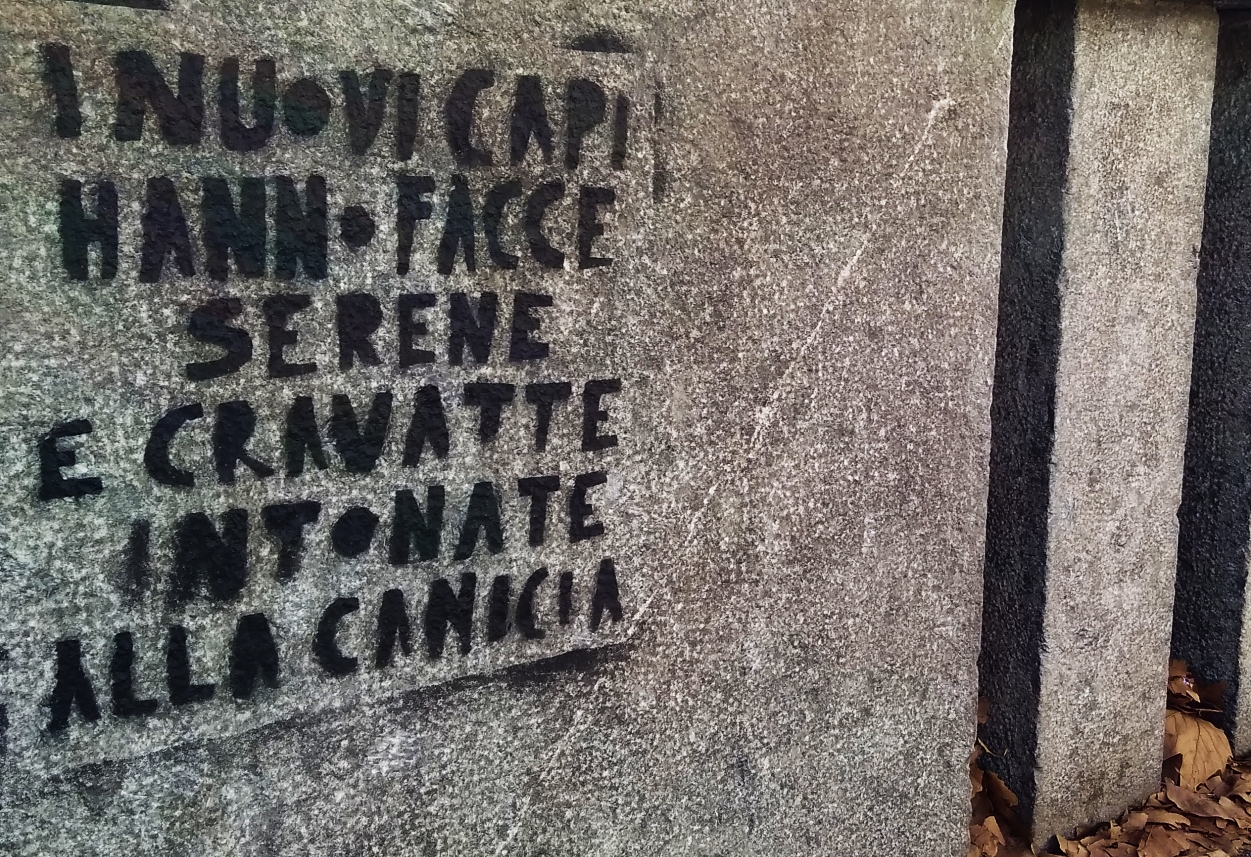
Citazione in un graffito a Torino

Le storie di ieri, scartata dall'album della Pecora, trova posto con lievi modifiche nel testo anche nell'album Vol. 8 scritto insieme a Fabrizio De André.

### Quattro cani
Secondo una diffusa leggenda metropolitana, i Quattro cani dell'omonima canzone "potrebbero essere" Venditti, il cane bastardo «che conosce la fame e la tranquillità», il produttore Italo "Lilli" Greco che «va dietro i fratelli e si fida», Patty Pravo la «cagna, quasi sempre si nega qualche volta si dà», e ovviamente De Gregori stesso, il «cane di guerra che ossi non ha». Ma De Gregori ha smentito duramente questa voce:

### Piano bar
Il brano conclusivo del disco descrive la vita di un pianista di piano bar, identificato da alcuni con Antonello Venditti: De Gregori ha però sempre smentito questa interpretazione.

## Tracce
Testi e musiche di Francesco De Gregori, eccetto dove indicato.
Lato A
1. Rimmel – 3:42
2. Pezzi di vetro – 3:10
3. Il signor Hood – 3:13
4. Pablo – 4:24 (musica: Lucio Dalla, Francesco De Gregori)
5. Buonanotte fiorellino – 2:06

Lato B
1. Le storie di ieri – 4:10
2. Quattro cani – 3:18
3. Piccola mela – 2:47
4. Piano bar – 2:42

## Formazione
- Francesco De Gregori – voce, chitarra
- Renzo Zenobi – chitarra classica
- Mario Schiano – sassofono (traccia 6)
- Roberto Della Grotta – contrabbasso (traccia 6)
- I Cyan
  - George Sims – chitarra
  - Roger Smith – basso, chitarra
  - Alberto Visentin – pianoforte, tastiera
  - Franco Di Stefano – batteria